# Mörttjärnen (Grythyttans socken, Västmanland, 660209-142895)
Mörttjärnen är en sjö i Hällefors kommun i Västmanland och ingår i Göta älvs huvudavrinningsområde. Mörttjärnen ligger i Murstensdalen Natura 2000-område.